# Єрмачиха (Мамонтовський район)
Єрмачи́ха (рос. Ермачиха) — село у складі Мамонтовського району Алтайського краю, Росія. Входить до складу Корчинської сільської ради.

## Населення
Населення — 429 осіб (2010; 572 у 2002).
Національний склад (станом на 2002 рік):
- росіяни — 94 %